# محمدرحمان اوغلی
محمدرحمان اوغلی (زاده: ۱۳۴۳ ولسوالی پشتون‌کوت، ولایت فاریاب) سیاستمدار افغانستانی و نماینده مردم فاریاب در دوره پانزدهم مجلس نمایندگان افغانستان است.

## زندگی‌نامه
محمدرحمان اوغلی متولد ۱۳۴۳ از ولسوالی پشتون‌کوت ولایت فاریاب افغانستان است. وی دارای مدرک تحصیلی ماستر/کارشناسی ارشد در رشته علوم فنی رادیو تلویزیون است.

## دیگر فعالیت‌ها
- مدیر بررسی پروژه‌های ریاست برنامه‌ریزی رادیو تلویزیون ملی.[۱]
- استاد دانشگاه بلخ.[۱]
- مشاور ریاست مکاتب افغان ترک.[۱]
- عضو هیئت تحریر و مدیر مسئول تعداد از جراید
- رئیس تجارت سرحدی/مرزی بلخ[۱]
- رئیس انجمن بین‌المللی مهاجرین افغان مقیم ترکیه و رئیس بخش رادیو آزادی در ترکیه[۱]
- سفیر اسبق جمهوری اسلامی افغانستان در جمهوری اکراین